# Palaldà
Palaldà és un poble de la comuna vallespirenca dels Banys d'Arles i Palaldà, a la Catalunya del Nord. Fou cap d'una comuna independent fins al 1942, quan quedà integrada en la comuna veïna dels Banys d'Arles, a la qual s'afegí i Palaldà.
És a 245,5 m d'altitud, a la zona nord del terme comunal, a l'esquerra del Tec, al nord-est del nucli dels Banys d'Arles. És un nucli aglutinant a l'entorn de l'església parroquial de Sant Martí de Palaldà. En el mateix nucli hi ha també la capella de la Mare de Déu del Roser.

## Toponímia
Antics noms : villam Paladdanum (814), Palatiodano (874), in Palatioatan (881), in Palaldano i Palatio Dan (1091).
El nom oficial francès del poble és Palalda. El nom català, segons el Nomenclàtor toponímic de la Catalunya del Nord és Palaldà o Palaudà.

## L'antic terme comunal de Palaldà

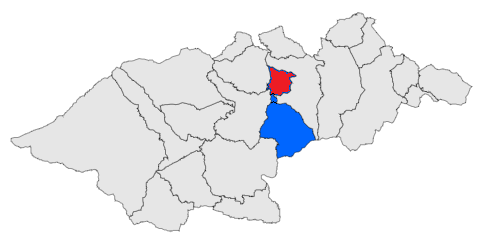
Mapa de l'antiga comuna de Palaldà, respecte del seu terme actual

Situat a banda i banda de la Tet, amb una mica més d'extensió a l'esquerra que a la dreta, el sector del nord del riu és un coster, mentre que el de la dreta és una mica més pla. El límit occidental, termenal amb Montboló, arrenca del Tec, a 222,2 m alt cap al nord, fent al principi un angle doble, primer cap a l'oest i després cap al nord. Tot seguit, s'adreça de forma bastant recta cap al nord deixant dins del terme de Palaldà l'actual barri del Marroc, i després segueix un tram del Còrrec de Pedres Blanques; després, girant cap al nord-est, passa per damunt del barri de la Petita Provença, travessa la carretera de Montboló (D - 53), ja a 352,5 m alt, passa a ponent de la Roca Barral, travessa el Còrrec de la Coma a 362,6 m alt, passa a ponent del Puig de Llunes i s'adreça a la zona de Montargull, on assoleix els 596,5 m alt, i continua encara un tram cap al nord, fins al punt on es troben les dues comunes esmentades fins ara amb la de Reiners, a 582,5 m alt.

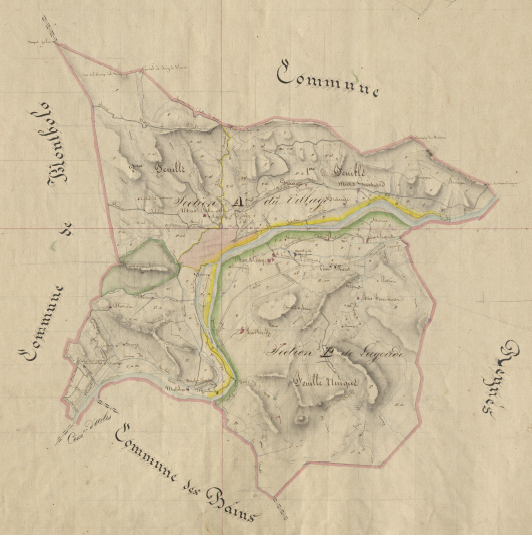
L'antic terme de Palaldà en el Cadastre napoleònic del 1812 (ADPO)

La resta del termenal de l'antiga comuna de Palaldà és amb Reiners, tant al nord, com a l'est i al sud. Al nord, que segueix una línia aproximada de nord-oest a sud-est, sense cap accident destacat que la marqui geogràficament, i va davallant cap als 416,9 m alt quan arriba a tocar la carretera D - 618, que fa de termenal un bon tram, els 361 quan l'abandona, els 310,1 quan travessa la carretera D - 15, entre 320 i 290 quan travessa el Serrat de la Teuleria, fins que arriba al Tec a 162 m alt. Després de travessar el riu, el termenal de Palaldà amb Reiners continua essent arbitrari, la major part del seu recorregut. De primer, puja a un turó de 344,7 m alt, a la zona de l'Estanyol, on gira cap al sud-oest, travessa el Còrrec de la Muntanyola, i recorre cap a ponent entre les cotes 400 i 500, fins que, ja a l'extrem oest del seu recorregut, baixa pel nord del Roc de la Campana cap a les roques que limiten les Gorges del Montdony. El punt més elevat era la zona de Montargull, amb 596,5 m alt, i el més baix, els 162 de la Llera del Tec a l'extrem de llevant. El poble de Palaldà és a 243,3 m alt.

### El poble de Palaldà

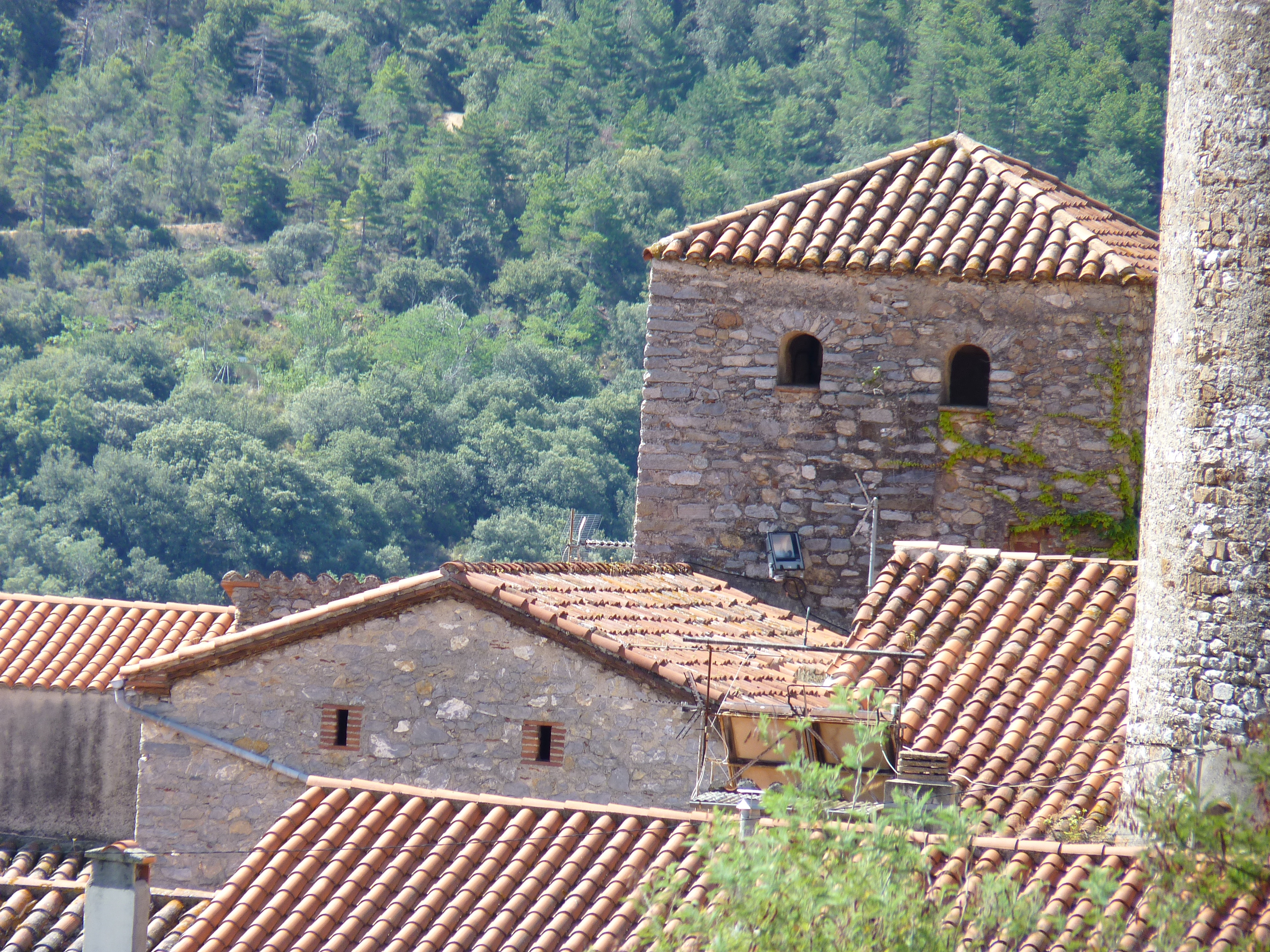
L'església Sant Martí de Palaldà, al costat de la torre

El seu nucli principal és un poble agrupat a l'entorn de l'església parroquial de Sant Martí de Palaldà i del vell Castell de Palaldà, del qual queden restes notables. Dins del nucli de població es conserva també la capella de la Mare de Déu del Roser.

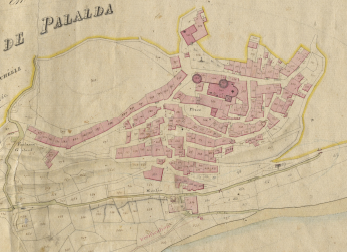
Palaldà en el Cadastre napoleònic del 1812 (ADPO)

Palaldà avui ja presenta un contínuum urbà amb els Banys d'Arles, atès que el creixement de la població s'ha produït en la zona plana del terme, a banda i banda del riu. Dins de l'antic terme de Palaldà hi ha tot de barris i urbanitzacions, que ocupen la major part de la riba esquerra del Tec: le Balcon, la Corniche, el Marroc, la Petita Provença, les Terrasses, la Riviera, Beausoleil, la Civadera, Sobrevila, la Reixa i el Mas de les Basses, i de la dreta: Can Cliquetes, Mas Aldai, Super Amèlia, Can Dai i Can Turmenta.

## El Cadastre napoleònic
El Cadastre napoleònic del 1812 va ser dut a terme en el moment que l'actual terme dels Banys d'Arles i Palaldà estava dividit en tres termes diferents: els Banys d'Arles, Montalbà dels Banys i Palaldà. Les partides que hi apareixen pertanyents a l'antic terme de Palaldà estan dividides en les seccions del poble i de l'Aguda. La secció del poble conté, a l'extrem nord-est de l'antic terne de Palaldà, les partides de Can Borns, la Reixa, la Creu d'en Batano, els Camps de Sant Martí, els Camps de les Basses, amb una granja, la Devesa, les Costes, la Fita, els Camps d'en Melcion, amb el Mas Guitard i una granja, el Solà d'en Melcion, el Serrat de la Teuleria i els Baus d'en Solatges, amb una barraca. Entorn del poble i dels seus horts, hi ha al nord del poble la partida del Comunal, al nord-est, les de Draguines, les Voltes, amb el Cortal dels Gitanos, el Tardar, el Puig de Llunes, la Baga, amb una barraca, el Mas Sobrevila, amb el mas del mateix nom, el Mallol, i al nord-est, els Prats, amb una granja (partida que és una illa del Tec, avui dia reduïda, però encara existent), les Hortes, el Puig de Civella, amb el mas de Plalriera, el Pas del Gau, amb tres molins, dos d'ells junts, l'Oratori, la Guaretosa, amb tres granges properes entre elles, i les Terrades.
La partida de l'Aguda, situada a la dreta del Tec i limítrof amb Reiners, conté, de nord a sud, les partides de Can Cliquetes, amb el mas d'aquest nom, una granja i dues edificacions més, la Colomina de Dalt, amb un molí i un martinet, el Mas Aldai, els Horts de Dellà, el Bosquet, amb la masia de Can Parot, l'Aguda, amb el Mas Tormenta i una edificació en ruïnes, l'Estanyol, amb una altra Platrière, les Caus, amb el Mas Grifa, el Puig de l'Ou i el Bac de la Tintarella.

## Història
Palaldà va ser declarat comuna el 1790 i, més endavant, va ser fusionat el 1942 amb els Banys d'Arles.

## Administració i política

### Alcaldes (fins al 1942)
| Data inicial | Fi del mandat | Nom                  |
|              |               |                      |
| 1844         | 1847          | François Vilascèque  |
| 1847         | 1849          | Martin Bardetis      |
| 1849         | 16.4.1855     | Martin Pagès         |
| 16.5.1855    | 2.5.1857      | Martin Forga         |
| 2.5.1857     | 1870          | Jean Cambouliu       |
| 1870         | 2.1874        | François Alduy       |
| 2.1874       | 8.10.1876     | Jean Bartre          |
| 8.10.1876    | 30.9.1883     | Sauveur Dalmau       |
| 30.9.1883    | 21.5.1884     | Pierre Dejaule       |
| 21.5.1884    | 20.5.1888     | Joseph Cabanes       |
| 20.5.1888    | 26.11.1899    | Laurent Alduy        |
| 26.11.1899   | 15.5.1904     | Joseph Dagues (pare) |
| 15.05.1904   | 25.5.1914     | Joseph Dagues (fill) |
| 25.5.1914    | 10.12.1919    | Louis Villacèque     |
| 10.12.1919   | 22.12.1921    | François Dagues      |
| 22.12.1921   | 24.1.1922     | Jean Garrigue        |
| 29.1.1922    | 17.5.1925     | Joseph Pauly         |
| 17.5.1925    | 19.5.1929     | Antoine Forga        |
| 19.5.1929    | 19.5.1935     | Joseph Baux          |
| 19.5.1935    | 27.7.1941     | Michel Fons          |
| 21.8.1941    | 1.10.1942     | Marti                |

## Demografia

### Demografia antiga
La població està expressada en nombre de focs (f) o d'habitants (h)
| 21 f | 10 f | 14 f | 14 f | 101 f | 100 f | 112 f | 546 h | 120 f | 200 f |

Font: Pélissier, 1986.

### Demografia contemporània
| Evolució de la població |      |      |      |      |      |      |      |      |
| 1790                    | 1794 | 1796 | 1800 | 1804 | 1806 | 1820 | 1826 | 1831 |
| 646                     | 397  | 529  | 522  | 524  | 573  | 594  | 610  | 614  |

| 1836 | 1841 | 1846 | 1851 | 1856 | 1861 | 1866 | 1872 | 1876 |
| ---- | ---- | ---- | ---- | ---- | ---- | ---- | ---- | ---- |
| 655  | 710  | 772  | 783  | 758  | 757  | 839  | 810  | 908  |

| 1881 | 1896 | 1891  | 1896 | 1901 | 1906 | 1911 | 1921 | 1926  |
| ---- | ---- | ----- | ---- | ---- | ---- | ---- | ---- | ----- |
| 850  | 800  | 1.117 | 914  | 800  | 886  | 953  | 902  | 1.142 |

| 1931  | 1936  |
| ----- | ----- |
| 1.172 | 1.363 |

Fonts: Ldh/EHESS/Cassini fins al 1999, després INSEE a partir deL 2004

## Persones il·lustres
- Alfons Miàs (1903-1950), polític i escriptor, nascut a Palaldà.
- Jean Trescases (1916-1951), nascut a Palaldà.